# Tranvía de Perpiñán
El Tranvía de Perpiñán (en francés: Tramway de Perpignan) fue un sistema de transporte que funcionó en la ciudad de Perpiñán, en el departamento de Pirineos Orientales, en el extremo sur de Francia entre los años 1900 y 1955. La compañía central de Tranvías eléctricos (Compagnie Centrale de Tramways Électriques) recibió el 23 de junio de 1902, la concesión por un período de 60 años para una red de tranvía en esta localidad.
La compañía tenía su sede en Lyon, en Maitre Lavirotte, desde el 17 de diciembre de 1897. Su capital fue de 3 millones de francos divididos en 10 000 300 acciones. La oficina central estaba en París.
El tranvía le da el nombre de la novela de Claude Simon, el Tranvía le Tramway.